# Текстура (космологія)
Текстура в космології — тип топологічних дефектів у структурі простору-часу, що утворюється, коли порушується найбільш загальна і складна симетрія фізичних полів. Вони не локалізовані, як інші топологічні дефекти, і нестійкі. Їх існування не доведене, але сумісне з сучасними теоріями та спостереженнями всесвіту.
За допомогою зонда WMAP у космічному мікрохвильовому фоні була виявлена холодна пляма. Вона була інтерпретована як можлива ознака текстури, що лежить у тому напрямку.